# Giulio Andreotti
Giuglio Andreotti (Roma, 14 de gener de 1919 - Roma, 6 de maig de 2013) va ser un polític italià de la Democràcia Cristiana, que va exercir com a Primer Ministre d'Itàlia de 1972 a 1973, de 1976 a 1979 i de 1989 a 1992. També va exercir com a Ministre de l'Interior (1954 i 1978), Ministre de Defensa (1959-1966 i 1974) i Ministre d'Afers exteriors (1983-1989), i va ser senador vitalici al senat italià des de 1991 fins a la seva mort. També era periodista i escriptor, i dirigia des de la seva fundació la influent revista internacional catòlica 30 Giorni.
També era conegut com a Divo Giulio (del llatí Divus Iulius, "Juli el diví", un epítet de Juli Cèsar) a causa de la seva autoritat i importància en la història de la política de la República italiana. La pel·lícula Il divo fa referència als llaços d'Andreotti amb la màfia i va guanyar el Premi del Jurat al Festival Internacional de Cinema de Canes en 2008.

## Carrera política

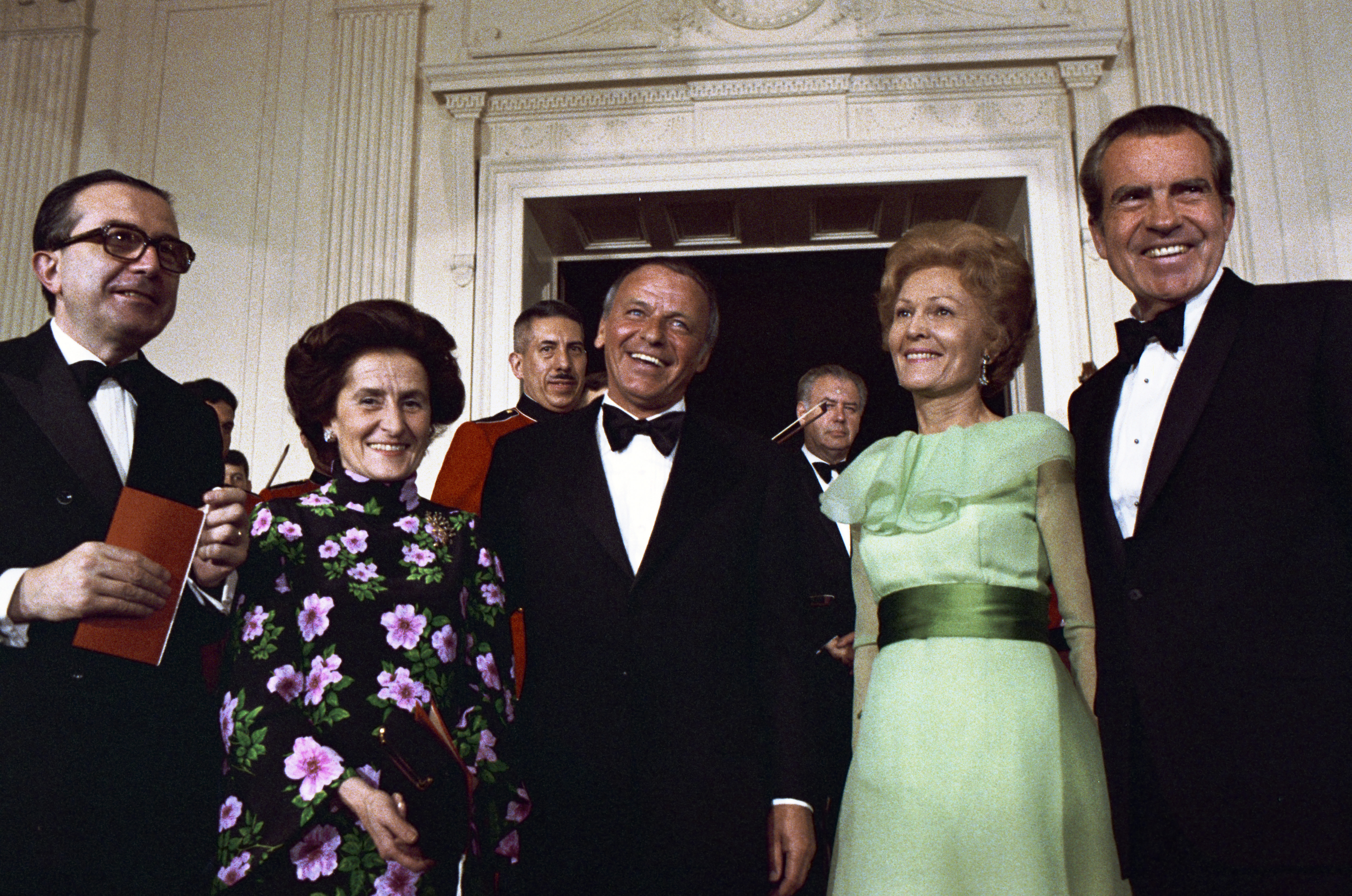
Giulio Andreotti (esquerra), amb el President dels EUA Richard Nixon i Frank Sinatra a la Casa Blanca, en 1973.

Andreotti va néixer a Roma i hi va cursar els estudis de dret. Durant els seus anys de formació política, va tenir una estreta relació amb el líder demòcrata-cristià Alcide De Gasperi. Andreotti s'ha assegut al parlament sense interrupció des de 1946, quan va ser elegit a l'Assemblea Constituent. Ha estat reelegit per ocupar el seu seient a la Cambra de Diputats de manera gairebé continuada fins a l'any 1991, quan el president Francesco Cossiga, tot fent ús de les seves prerrogatives constitucionals, el va nomenar senador vitalici.
Va ser l'últim primer ministre demòcrata-cristià d'Itàlia, en el govern que presidí des de 1989 fins a 1992. El seu darrer mandat es va veure esguitat per la revelació de la corrupció, que en última instància va acabar amb el partit. El 24 d'octubre de 1990, Giulio Andreotti va reconèixer davant la Cambra dels Diputats l'existència de l'Operazione Gladio, una estructura anticomunista secreta de l'Organització del Tractat de l'Atlàntic Nord. Durant les primeres etapes de laTangentopoli, va romandre intacte, però l'abril de 1993 va ser investigat per les seues relacions amb la màfia i jutjat, però va ser absolt. El 1994, la Democràcia Cristiana, el partit que havia governant el país des de la fi de la Segona Guerra Mundial i del qual Andreotti havia estat una figura predominant, desapareixia de l'esfera política italiana.
El 14 d'abril de 1986, durant el seu període com a ministre d'Afers Exteriors, Andreotti va revelar al ministre d'Afers Exteriors de Líbia, Abdel-Rahman Shalgam, que els Estats Units bombardejarien Líbia l'endemà en represàlia per l'atac terrorista a una discoteca de Berlín, al qual que havia estat vinculada Líbia. Com a resultat de l'advertència rebuda per l'aliat dels EUA, Itàlia, Líbia va estar preparada per al bombardeig estatunidenc.
Acusat de connivència amb la màfia, va ser absolt plenament en els tres nivells de tribunals.

## Honors
Orde Olímpic d'or